# Ронко-Бриантино
Ронко-Бриантино (итал. Ronco Briantino) — коммуна в Италии, в провинции Монца-э-Брианца области Ломбардия.
Население составляет 3099 человек, плотность населения составляет 1033 чел./км². Занимает площадь 3 км². Почтовый индекс — 20050. Телефонный код — 039.
Покровительницей коммуны почитается Пресвятая Богородица (Дева Мария Розария), празднование во второе воскресение октября.